# Canhão naval Whitworth de 70 libras

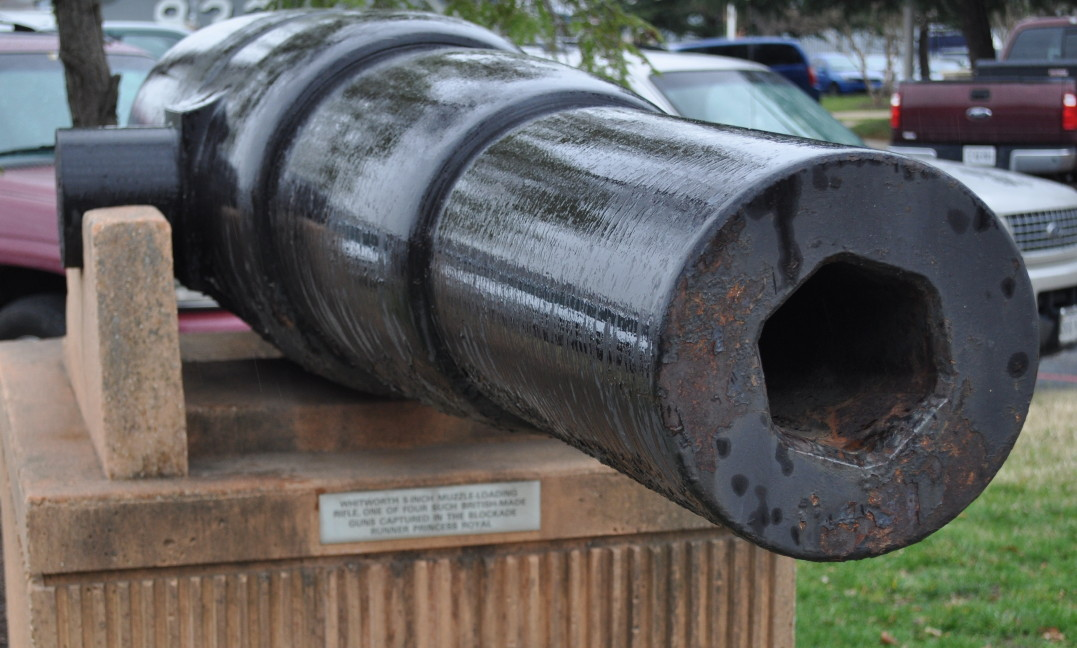
Um canhão Whitworth do "Princess Royal".

O canhão naval Whitworth de 70 libras foi projectado por Joseph Whitworth durante a década de 1860. Era um canhão de cano estriado e usava um desenho hexagonal de cano estriado.

## Princípio
A arma usava um estriamento poligonal, um princípio inventado por Whitworth em 1853. O conceito era usar o hexágono para dar um giro muito rápido ao projéctil.O projéctil era hexagonal para combinar com o cano do canhão. A arma era altamente precisa em longo alcance, mas as tolerâncias de fabricação muito precisas exigiam um alto padrão de manutenção por parte dos artilheiros. Jeff Kinard escreveu: "A forma estranha do projéctil produzia um grito estranho e enervante ao viajar pelo ar."

## Uso em combate

### Marinha do Brasil
Vários canhões de 70 libras, bem como calibres maiores, foram comprados pela Marinha do Brasil e usados para armar alguns dos seus couraçados durante a Guerra do Paraguai no final da década de 1860.